# Jan Štursa

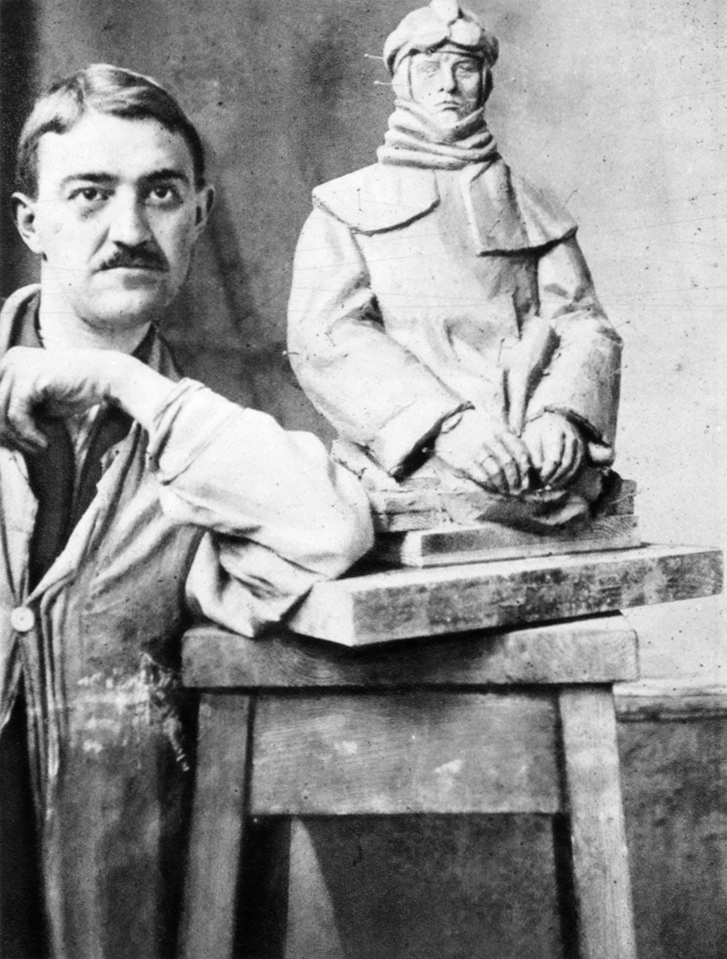
Jan Štursa (1915)

Jan Štursa (* 15. Mai 1880, in Nové Město na Moravě, Böhmen; † 2. Mai 1925 in Prag) war ein tschechischer Bildhauer.

## Leben

### Geburt und Lehre
Jan Štursa wurde in dem gebirgigen Gebiet von Vysočina geboren. Er erlernte die Maurerei und Bildhauerei in Hořice und arbeitete danach als Steinmetz. Später studierte er an der Prager Kunstakademie bei dem Bildhauer Josef Myslbek. Als Folge der sehr strengen Kritik von Myslbek zerstörte Štursa die meisten Werke.

### Themen und Materialien
Štursa wurde nicht wie andere Bilderhauer von der Tschechischen Wiedergeburt nicht beeinflusst, er suchte seinen eigenen Weg. Neben Stein und Bronze verwendete er auch Gips und Wachs. Später wurde er vom Kubismus beeinflusst. Er beschäftigte sich auch mit Porträtmalerei.

### Zeit des Ersten Weltkrieges

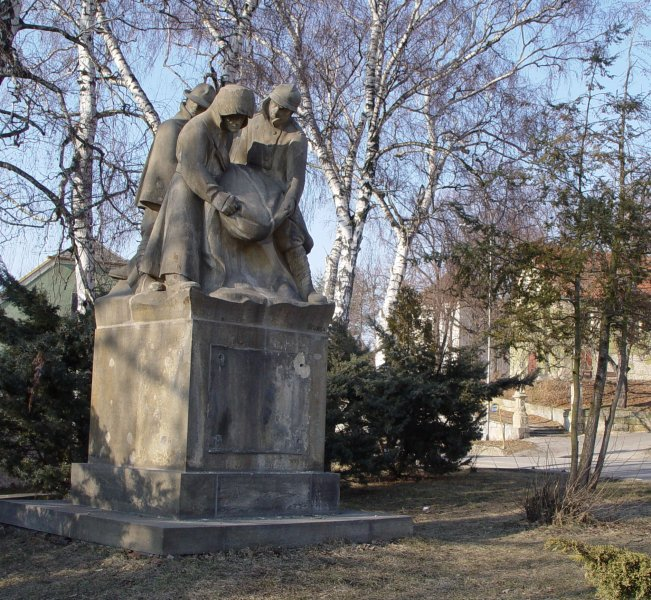
Skulptur in den Karpaten, ein Denkmal an den Ersten Weltkrieg in Předměřice nad Jizerou.

Die Teilnahme am Ersten Weltkrieg hat Štursas Arbeit stark beeinflusst. Das bekannteste Werk aus dieser Zeit heißt „Die Verletzten“.
Die Inspiration für die Skulptur „Das Begräbnis der Karpaten“ war ein Foto von einem karpatischen Schlachtfeld. Die echte Skulpturgruppe wurde in österreichischen Uniformen in den 1920ern in einem ersten Weltkriegs-Denkmal der Opfer nachgestellt und im Dorf Předměřice nad Jizerou platziert, Kopien gab es in Místek und Nové Město na Moravě.
Von 1922 bis 1924 wirkte Štursa als Rektor der Prager Kunstakademie.
Štursa war an Syphilis erkrankt und beging deswegen im Jahr 1925 in seinem Atelier zwei Wochen vor seinem 45. Geburtstag Selbstmord.

## Werke

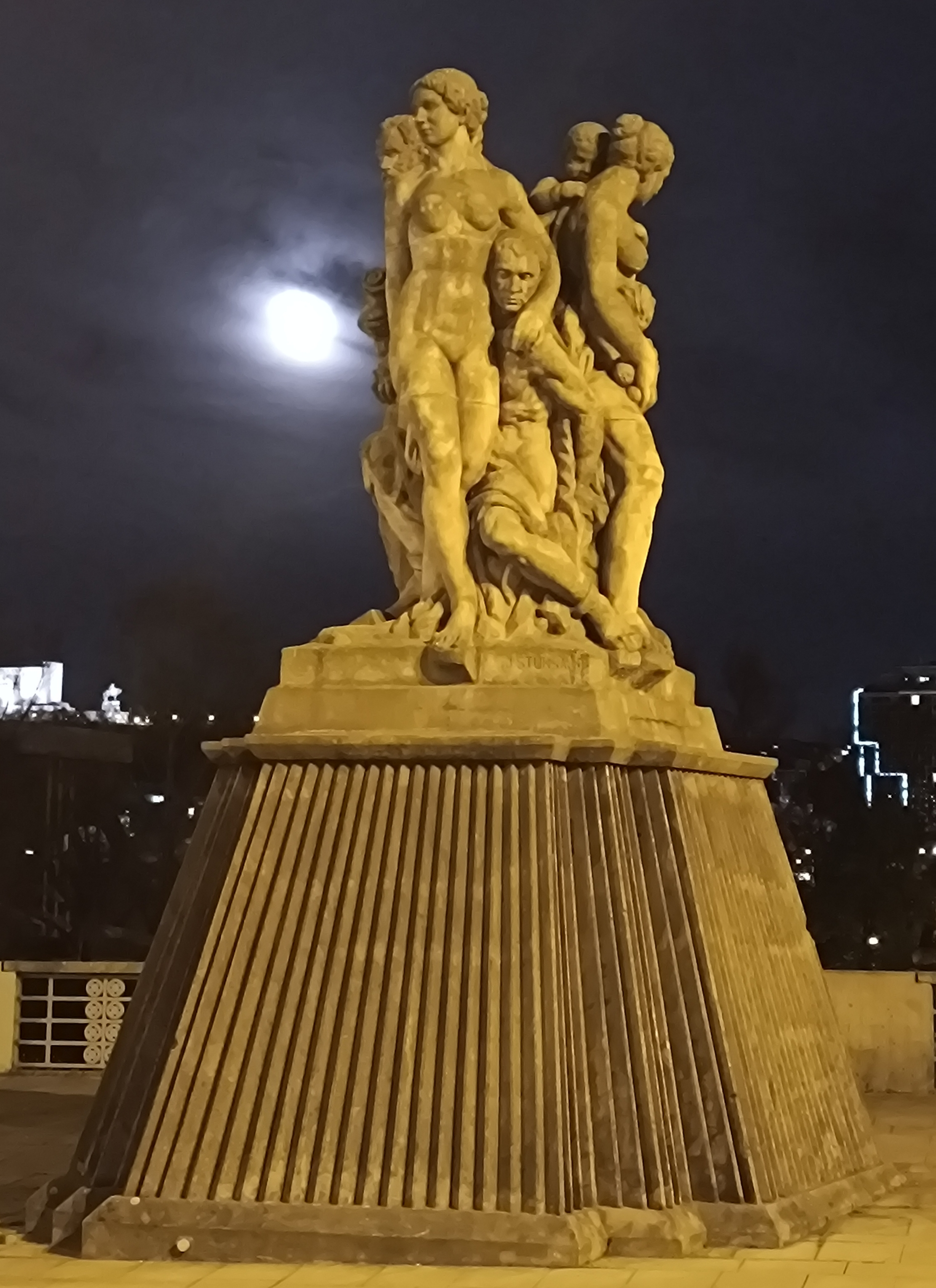
Prag (Hlávka-Brücke), „Allegorie der Menschheit“
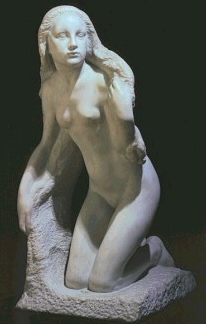
1906 – Vor dem Bad in der Prager Kunstakademie
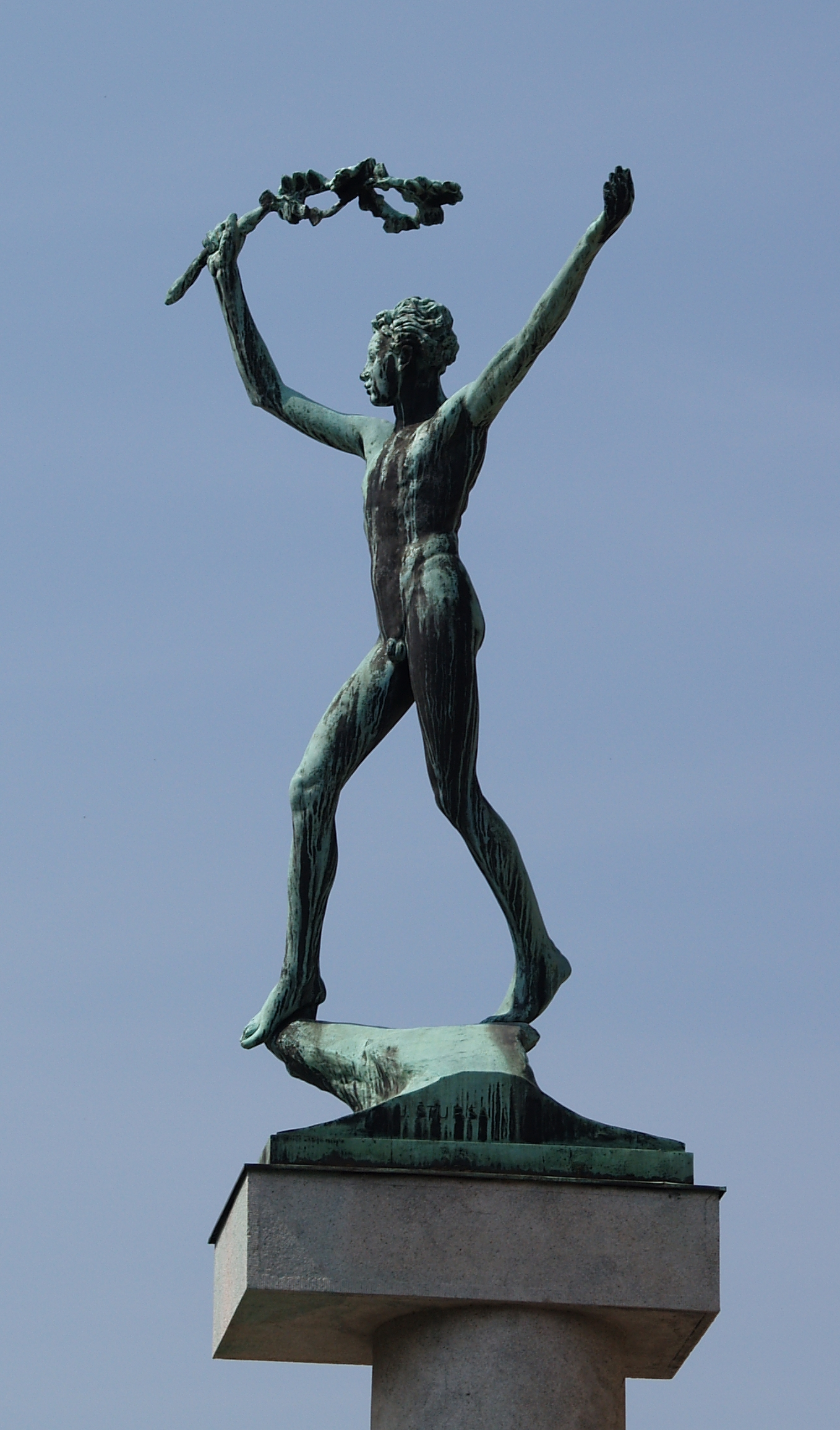
Siegesskulptur in Hradec Králové
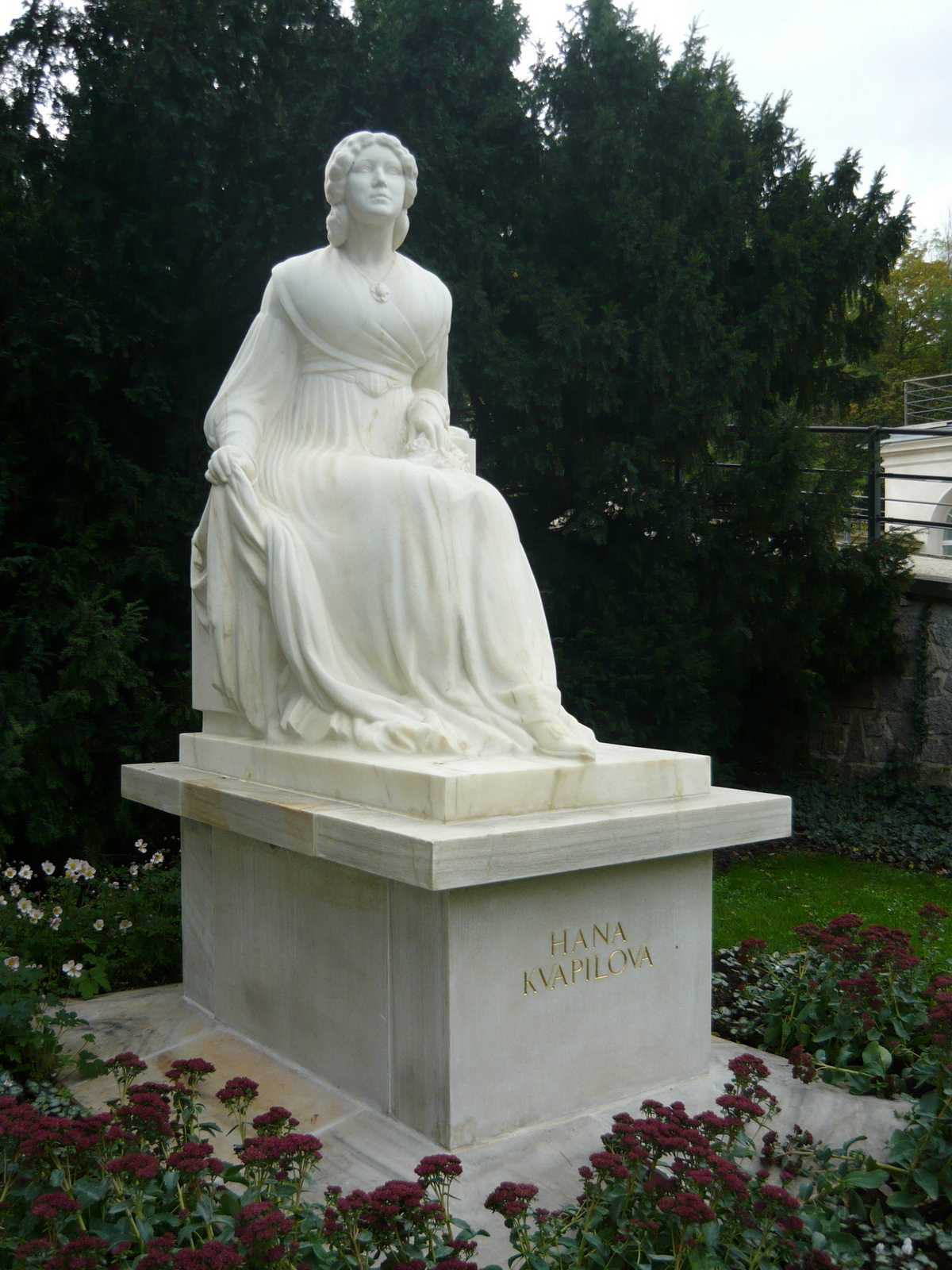
1914 – Denkmal für die tschechische Schauspielerin Hana Kvapilová (1860–1907), Kinského zahrada, Prag